# American Crystal
American Crystal est une entreprise sucrière et agricole américaine, basée à Moorhead dans le Minnesota. C'est le premier producteur de sucre des États-Unis. Elle est organisée sous forme de coopérative.